# 이정연 (화가)

(위 왼쪽부터 시계방향으로)아버지, 큰오빠 이준연(李俊演,1939~), 어머니 김포공항에서 1968. 프랫 대학원 졸업 1988. 컬럼비아대학교 도서관 앞 1990. ‘이정연 회화 40년’전 남편과 함께, 예술의전당 2019. 사진제공=이정연.

이정연(李貞演, Rhee Jeong Yoen, 1952년 7월 30일~)은 동양화정신과 기독교역사성에 기초한 미의식을 표출하는 대한민국 화가이다.

## 생애
이정연은 1952년 7월30일 서울시 종로구 훈정동 107-1번지에서 아버지 이용덕(李庸德, 1915~2012), 어머니 서경희(徐慶姬,1916~1972)사이에 2남3녀 중 막내로 출생했다. 전주이씨  효령대군파 25세손(全州李氏 孝寧大君派 25世孫)으로 유복한 가정에서 성장했다.
덕수초등학교(1965년 졸업), 이화여중·고(1965~71년 졸업), 서울대학교 미술대학 회화과(1971~75년 졸업), 서울대학교 교육대학원 미술교육전공 수료했다(1984). 대학시절 산정(山丁) 서세옥(徐世鈺,1929~2020), 일랑(一浪) 이종상(李鍾祥,1938~)교수에게 동양화가 갖고 있는 빼어난 정신성의 가르침에 영향 받았다.

(왼쪽부터)군무, 180×255㎝ 화선지에 수간채색, 1974. 변상, 120×170㎝ 화선지에 수간채색, 1975(국전입선작품). 대나무, 43×170㎝ 견에 수묵, 1978. 사진제공=이정연.

이후 1984년 뉴욕 프랫 인스티튜트 대학원에 입학하여 서양화와 판화를 전공했고 88년 석사학위를 받았다. 그해 컬럼비아대학교 사범대학원 미술교육전공으로 입학, 93년 박사학위논문 마무리 하던 중 귀국하였다. 교육자로써 사디(SADI)에서 1995~2017년까지 기초학과 교수로 재직했고 부학장으로 정년퇴임했다. 이정연은 1995년 정형외과전문의 의학박사 박규래(朴奎來,1952~)와 결혼하였다.

## 내면의 만남 한국적인 신바람(1972~1982년)
동양화이론과 실기를 습득하던 때이다. 대학졸업전시를 준비하며 한국고전무용을 체험하고 현장 스케치하여 작업하였다. 단전호흡수련으로 창작정신에 도움 받았다.

(위 왼쪽부터 시계방향)중생, 180×200㎝ 캔버스에 아크릴, 1985. 산수(Ⅱ), 156×178㎝ 캔버스에 유채, 1987. 도시와 자연, 48×60㎝ 동판화, 1989. 形(Ⅰ), 120×152㎝ 종이에 혼합재료, 1990. 形(Ⅲ), 168×170㎝ 캔버스에 혼합재료, 1990. 믿음, 72×65㎝ 장지에 유채, 1991. 사진제공=이정연.

1975~76년 대한민국미술전람회(國展)에 입상한 후 동방연서회(東方硏書會)에서 여초(如初) 김응현(金膺顯,1927~2007)선생에게 전서와 예서를 사사 받았다. 70년대 후반 이종상 교수에게 배웠던 제자들이 결성한 랑우회(浪友會)를 통해 사군자, 산수화, 인물화, 실경산수 등 동양화의 전반적인 이론과 실기를 지도 받았다.

## 자유로운 표현 신비로운 체험(1983~1993년)
색채에 대한 매력과 중요성에 눈을 뜨기 시작했다. 주로 서양화 재료를 사용한 회화 그리고 에칭, 리소그래피, 모노프린트 등 다양한 장르의 작업을 실험하였다. 대학원 재학시절 1985년 성령의 체험을 통하여 새로운 세계를 만나게 된다.
“이정연 작가 그림들은 그의 내면세계가 이끄는 세계에 대한 이해와 사적세계의 증언자적 표현이라고 할 수 있다. 가령 빨강은 보혈의 상징이며, 파랑은 성스러움의 상징이고, 노랑은 성령을 상징하는 등 다분히 기독교적 종교의식의 상징이지만 이것들에다 작가는 자신의 사적세계의 이미지와 의미들을 포용해 넣음으로써 그것들의 생명성이 깃든 표현을 성취시키고자 한다.”

“이정연의 작품은 세상속의 아픔과 진통을 이해하며 또한 자신이 직접 체험한 것을 보여 주고, 지각 있는 인간으로서 믿음 속에 나타나는 즐거움을 통해 이겨나가는 것을 보여준다. 이러한 긴장과 투쟁은 그녀의 작품을 힘 있게 만들어 주고 있다.”

(위 왼쪽부터 시계방향)바람94215, 164.5×132㎝ 장지에 혼합재료, 1994. 만남Ⅷ, 76×57㎝ 종이에 혼합재료, 1997. 만남Ⅶ, 35×49㎝ 캔버스에 혼합재료, 1997. 만남, 162×132㎝ 한지에 혼합재료, 1997. 만남, 259×194㎝ 장지에 먹, 목탄, 진채, 1998. 사진제공=이정연.

## 동·서양 재료의 융합과 어울림(1994~1999년)
1993년 귀국한 후 하나님, 한국적인 것에 주목한다. 십자가, 물고기 등을 통해 눈에 보이지 않는 형상 및 세계관을 나타냈다. 한지, 붓, 먹, 수간채색 등 한국적인 재료와 아크릴 등 다채로운 재료들을 함께 작업하였다. 여러 겹 칠의 붓 터치에서 나오는 묘한 어우러짐 등 다양한 실험과 방법들을 연구하고 탐색했다.
“이정현의 화면은 무엇인가 다양한 도상들이 혼재해 있기도 하다. 그것은 복잡한 어떤 기계의  회로같기도 하다. 또한 복잡다단한 현대사회의 단편 같기도 하다. 혼란 속에서 안정을 찾아가는 역경의 기록이기도 하다. 혹은 이질적인 두개의 개체가 하나로 만나 동체(同體)로 가는 과정의 임상보고서 같기도 하다.”
“화가 이정연은 90년대 중반이후 ‘바람(hope)’, ‘만남’ 등의 연작을 주제로 삼고 그림의 내용에 조금씩 변화를 보이기 시작한다. 형식은 추상이지만, 충돌적이었던 그림 속 형상들이 감소하거나 단순해지면서 그 모양새를 찾아갔다. 땅의 색이 화면 바탕으로 자리 잡지만, 선은 크고 유동적이고 색과 형태 모두 다소 가변적인, 혼합적이고 모호한 모양새를 띤다.”

## 한국적 재료의 발견과 영적만남(1999~2005)
한국적인 재료를 찾으러 많은 고민을 하던 때 옻칠을 만났다. 옻은 유화와도 안 섞이고 오직 자연만 흡수하는 고집스럽고 독특한 성격의 재료이다. 이 시기 작품명제로 ‘신창세기(Re Genesis)’를 쓰기 시작했다.
“이정연이 작품을 만드는 물질은 옻, 흙, 숯이나 돌의 재, 삼베 등 모두 자연소재이다. 흙 느낌의, 대지의 감촉의, 거칠지만 눈에 낯설지 않은 독특한 표면을 이루고 있다. 이 텍스처(texture)의 충격력은 강하다. ‘모체(母體)인 대지(大地)’라는 것을 느끼게 할 뿐만 아니라, 적어도 동아시아지역의 사람에게는 자신의 뿌리의 깊이, 옛날기억과 연관되는 것에 호소하는 요소를 틀림없이 가지고 있다.”
“이정연의 작업에서는 붓이나 나이프 등 일련의 화구가 사용되지 않는다. 손만으로도 자신이 원하는 표현을 너끈히 해낸다. 신체적인 힘의 직접적인 전달이라는 일련의 통로를 확보함으로써 표현적인 순수성을 위한 그 기반이 마련된다. 그러기에 그 형상은 억지스럽지 않고 자연스럽다.”

## 자개의 유입 희열로 열리는 과실(2006~2018)
삼베 위에 옻 진액을 맨 손으로 그리며 열정적으로 몰입하는 신체성의 작업을 드러낸다. 숯가루, 뼛가루, 화산재, 조개가루, 철, 구리가루 등으로 색채를 표현하였다. 대나무가 갖고 있는 강직하고 힘찬 직선과 통(桶)의 비움이 나타내고자 하는 따뜻함과 소통의 영적에너지를 투영했다. 독자적이고도 대담한 기법 위에 자개를 더하여 컬러를 심화시켰다.
“숨겨진 것들을 벗겨내는 힘, 영원에 도달하려는 쉼 없는 기도와 자기 성찰 그리고 보이지 않는 것들을 향한 구애, 생명에 대한 감사의 시가 바로 이정연의 작품이다. 오늘도 쉬지 않고 그곳을 향해 욕망을 절제하고, 집중력을 발휘하는 작가의 고독한 싸움을 통해 작품 안에 그 녀의 사랑과 깊은 통찰이 쏟아져 나온다.”
“이정연의 작품은 동양철학의 숲을 거닐게 한다. 장자나 노자의 사유를 그 화면에서 만나게 한다. 그의 작품들이 한 결 같이 역작에 속하는 결정적 요인이기도 하다. 물론 주제가 무겁다 해서 꼭 역작인 것은 아니다. 그 주제를 어떻게 명징하게 풀고 완성했는가가 중요한 것이다. 이정연은 거기에 대한 확실한 해답을 내놓고 있다.”
“달리 말해, 이정연의 삼베로 된 평면은 거의 자연물에 가까워진 고유한 독립체로써, 작가의 손끝에 의해 자연과 문화의 구분이 합쳐진 그대로 장엄하게 드러난다. 작업제목 ‘신창세기 Re –Genesis’가 언어학적으로 가지는 신화적 의미 ‘Mythic corpus’에서 나타나듯, 자연은 문화와 직접적 관계에서 기능한다.”

(위 왼쪽부터 시계방향)Re-Genesis(신창세기), 260×194㎝, 삼베에 옻칠, 숯가루, 흙가루, 종류석가루, 1999. 291×194㎝, 삼베에 옻칠, 흙가루, 숯가루, 종류석가루, 1999. 168×152㎝, 닥종이 위 삼베 종류석 가루 숯가루 흙가루, 2000. 131×162㎝, 닥종이 위 삼베, 숯가루 흙가루, 2001. 사진=손영자.

(위 왼쪽부터 시계방향)Re-Genesis, 259×194㎝, 삼베 위 옻칠, 칠가루 숯가루 자개, 2006. 259×194㎝, 삼베 위 옻칠, 자개, 숯가루, 칠가루, 2006. 162.2×130.3㎝, 삼베 위 옻칠, 자개, 칠가루, 2009. 260×132㎝, 삼베 위 옻칠, 숯가루, 칠가루, 자개가루, 2009. 사진=이준호.

(왼쪽부터 시계방향)Re-Genesis, 124×166㎝, 삼베 위 칠, 자개, 2023. 130×100㎝, 나무위에 칠, 자개, 2022. 160×120㎝, 칠보기법, 나무위에 삼베, 2022. 120×160㎝, 나무위에 칠, 자개, 드로잉, 2023. 사진=이준호.

## 원과 직선의 디자인화 된 현대성(2019~현재)
나무바탕 위에 삼베와 자개 그리고 칠로 풀어가며 붙이는 것으로 전환된다. 원, 직선과 사각형 등을 디자인기법으로 수용한 방법론이다. 디지털문명의 차가움과 도식적인 현대성을 심플하고 깔끔한 느낌으로 묘사하고 소재의 자연성은 유지했다. “신에게서 선물로 부여받은 에덴동산으로 되돌아가자는 것이 궁극적인 메시지이다. 나의 개인적인 체험 그 성령의 동행과 펼쳐지는 새로운 세계를 그림으로 나타내려 한 것이다.”
“여백공간은 기독교세계관이 응축된, 허(虛)로서 관련되는 기운생동의 세계관을 내놓는다. 예수의 십자가보혈, 어떤 숫자와 기호, 참회의 기도문 같은 문장과 색채가 화면 곳곳 개별성과 또 가교로서 어우러진다. 칠보기법을 응용한 오묘하고 모호한 조형성의 부각은 성스러움을 극대화하고 컨템퍼러리의 미감으로 끌어당긴다.”

## 평가
“이정연의 그림은 구도자의 행각과 같다. 속으로만 침잠되면서 부단한 모색을 시도하고 있기 때문이다. 그의 그림 속에서는 진아(眞我)의 형상화 작업을 느끼게 된다. 그만큼 종교성이 짙게 스며있기도 하다.”
“신, 인간, 삶, 그가 추구하는 이 테마들은 ‘신창세기(神創世記)’라는 화면 안에서 교합되기도 하고 상충되기도 한다. 외국에서 오랫동안 서양 조형을 공부했으면서도 동양적 사유가 두드러진 작업이라는 평가를 받고 있는 것은 이 작가의 의식이 우리 것에 대한 천착, 애정이 그의 조형본령을 이루고 있기 때문이다.”
“이정연은 자연과 인간사회, 좀 더 엄밀히 말해 현실세계의 자연 그 자체와 한민족이 일상적으로 애착을 보이는 조형물들을 특유의 관점으로 재생시켜 그것을 회화 작품으로서 지지체(支持体)의 평면상에 배치시켜 놓았다. 그녀의 작품은 한반도의 풍토와 민족성을 상기 시킨다.”

## 개인전 및 단체전
주요개인전
- 2022 카지나 데이 모자이치(LA CASINA DEI MOSAICI), 이탈리아 나폴리
- 2020 나폴리 시립미술관 Palazzo delle arti napoli, 이탈리아
- 2019 이정연 회화 40년전, 예술의전당한가람미술관
- 2015 Steinberg Museum of Art at Hillwood(뉴욕)
- 2014 Palazzo Tagliaferro Museum(이태리 안도라)
- 2014 우에노 모리 미술관(上野の森美術館) 도쿄, 일본
- 2011 RHEE JEONG-YOEN 초대전, Kips Gallery (NewYork)
- 2009 이정연 개인전 CASO(Contemporary Arl Space Osaka, 일본)
- 2006 이정연 초대전, 박영덕화랑.
- 2001 성곡미술관 초대전, 동산방 초대전
- 1999 금호미술관
- 1998 공평아트센타, 서울
- 1990 한국미술관 초대전
- 1987 Higgings hall(프랫인스티튜트)

주요단체전
- 1983 한·독 수교 100주년 기념전(본, 독일)
- 1992 Seoul/New York 92(한국문화원화랑, 뉴욕)
- 1994 한국여류작가 8인 초대전(Haenah-Kent 화랑, 뉴욕)
- 1999 한국미술의 자생적 지평론(포스코미술관)
- 2000 한국·불가리아 수교 10주년 기념전(소피아 현대시립미술관, 불가리아)
- 2016 2회-Incheon Art Platform Exhibition hall
- 2015 제3회 서울미술협회 초대작가전(한전아트센터 갤러리)
- 2015 예술, 공감의 코드2015(제주특별자치도 문화예술진흥원 초대전)
- 2005 서울미술대전 초대작가전(서울시립미술관)
- 2004 Seoul Contemporary Art Exhibition in Rome(이태리)
- 2005 서울미술대전 초대작가전(서울시립미술관)
- 2022 ‘동음과 이음’전(동덕아트갤러리)

## 미술관 소장
국립현대미술관, 서울시립미술관, 금호미술관.